# Chicago-Marathon 1979
| 3. Chicago-Marathon     | 3. Chicago-Marathon         |
| ----------------------- | --------------------------- |
| Stadt                   | Chicago, Vereinigte Staaten |
| Datum                   | 21. Oktober 1979            |
| Distanz                 | 42,195 Kilometer            |
| Sieger                  |                             |
| Männer                  | Dan Cloeter (2:23:20 h)     |
| Frauen                  | Laura Michalek (3:15:45 h)  |
| ← Chicago-Marathon 1978 | Chicago-Marathon 1980 →     |
| Website                 | Offizielle Website          |

Der Chicago-Marathon 1979 war die 3. Ausgabe der jährlich stattfindenden Laufveranstaltung in Chicago, Vereinigte Staaten. Der Marathon fand am 21. Oktober 1979 statt.
Bei den Männern gewann Dan Cloeter in 2:23:20 h, bei den Frauen Laura Michalek in 3:15:45 h.

## Ergebnisse

### Männer
| Platz | Athlet          | Land               | Zeit (h) |
| ----- | --------------- | ------------------ | -------- |
| 01    | Dan Cloeter     | Vereinigte Staaten | 2:23:20  |
| 02    | Mike Healer     | Vereinigte Staaten | 2:27:36  |
| 03    | Patrick Chmiel  | Vereinigte Staaten | 2:33:51  |
| 04    | Antonio Peso    | Vereinigte Staaten | 2:36:21  |
| 05    | Rick Wilson     | Vereinigte Staaten | 2:36:40  |
| 06    | Don White       | Vereinigte Staaten | 2:38:56  |
| 07    | Jon Eggers      | Vereinigte Staaten | 2:39:22  |
| 08    | John Wellerding | Vereinigte Staaten | 2:40:00  |
| 09    | Robert Prince   | Vereinigte Staaten | 2:40:20  |
| 10    | Thomas Benedict | Vereinigte Staaten | 2:43:03  |

### Frauen
| Platz | Athletin          | Land               | Zeit (h) |
| ----- | ----------------- | ------------------ | -------- |
| 01    | Laura Michalek    | Vereinigte Staaten | 3:15:45  |
| 02    | Lynae Larson      | Vereinigte Staaten | 3:16:45  |
| 03    | Marilyn Reinhardt | Vereinigte Staaten | 3:17:40  |
| 04    | Diana Sims Page   | Vereinigte Staaten | 3:26:05  |
| 05    | Helen Rea         | Vereinigte Staaten | 3:29:45  |
| 06    | Susie Sandstrom   | Vereinigte Staaten | 3:30:20  |
| 07    | Charlene Groet    | Vereinigte Staaten | 3:30:50  |
| 08    | Edna Craig        | Vereinigte Staaten | 3:31:05  |
| 09    | Lorraine Norgle   | Vereinigte Staaten | 3:37:20  |
| 10    | Joan Hirt         | Vereinigte Staaten | 3:43:50  |